# Planalto-remetekolibri
A Planalto-remetekolibri (Phaethornis pretrei) a madarak osztályának sarlósfecske-alakúak (Apodiformes)  rendjébe és a kolibrifélék (Trochilidae) családjába tartozó faj.

## Rendszerezése
A fajt René Primevère Lesson és Adolphe Delattre francia ornitológusok írták le 1839-ben, a Trochilus nembe Trochilus Pretrei néven.

## Előfordulása
Dél-Amerikában, Argentína, Bolívia, Brazília és Paraguay területén honos. Természetes élőhelyei a szubtrópusi vagy trópusi síkvidéki esőerdők, lombhullató erdők és cserjések, valamint vidéki kertek és másodlagos erdők. Állandó, nem vonuló faj.

## Megjelenése
Testhossza 17 centiméter.

## Természetvédelmi helyzete
Az elterjedési területe rendkívül nagy, egyedszáma pedig ismeretlen. A Természetvédelmi Világszövetség Vörös listáján nem fenyegetett fajként szerepel.